# Karl Hermann Förster

Karl Hermann Förster

Karl Hermann Förster (* 18. September 1853 in Zinna; † 25. November 1912 in Hamburg) war ein selbständiger Zigarrenfabrikant und Politiker der SPD in Hamburg.

## Leben
Förster besuchte die Volksschule in Luckenwalde, bevor er dort begann als Zigarrenarbeiter zu arbeiten. Anfang der siebziger Jahre siedelte Förster nach Hamburg um. Er war weiter als Zigarrenarbeiter tätig und engagierte sich politisch, in dem er Vorsitzender der Hamburger Sektion des Tabakarbeiterverbandes wurde. 1885 machte er sich erfolgreich als Zigarrenfabrikant selbstständig. Er wurde nach Aufhebung des Sozialistengesetz außerdem Geschäftsführer der Verlagsanstalt und Buchdruckerei Auer & Co. Dieses Position hatte er bis zu seinem Tod inne. Auer & Co diente vor allem als Druckerei für die Publikationen der SPD in Hamburg und gehörte de facto der Partei. Förster erlangte 1890 ein Mandat für die zehnte Legislaturperiode des Reichstags, und zwar für das Fürstentum Reuß ältere Linie. Diesen Sitz vermochte er bis in das Jahr 1907 zu verteidigen. Im Januar 1912 wurde er wieder für Reuß ältere Linie in den Reichstag gewählt. Förster war neben Otto Stolten eine der einflussreichsten Persönlichkeiten der Hamburger SPD, er gehörte von 1895 bis 1897 auch ihrem Leitungsgremium an. Von 1910 bis zu seinem Tod war er Mitglied der Hamburgischen Bürgerschaft.